# Acido performico
L'acido performico, o acido perossiformico, è un composto chimico di formula HCOOOH, ed è un acido organico fortemente ossidante per la tendenza a liberare ossigeno riducendosi in acido formico. Per questa proprietà viene utilizzato in biochimica per l'analisi della cisteina e della cistina nelle proteine, trasformandole in acido cisteico tramite la conversione dei gruppi tiolici e disolfuri in gruppi solfonici. Si ottiene dalla reazione diretta tra acido formico e perossido di idrogeno:
{\displaystyle {\ce {HCOOH + H2O2 <=> HCOOOH + H2O}}}